# バギーラタ

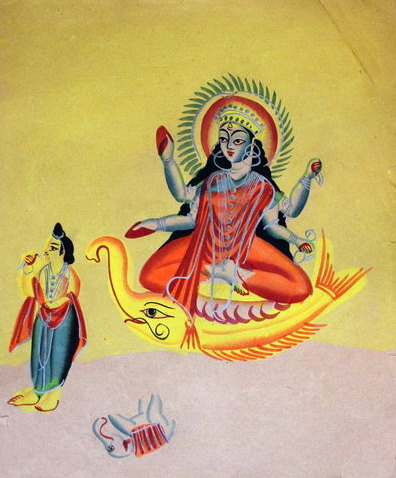
バギーラタが女神ガンガー（右）を招来する図。

バギーラタ（Bhagīratha, 梵: भगीरथ）は、インド神話の登場人物である。アヨーディヤー、イクシュヴァーク王家の神話的な王で、ディリーパ王の子。アンシュマット王の孫。天上の川であったガンジス川（女神ガンガー）を地上に招来したとされる。ラーマ王子の先祖にあたる。
サガラ王の6万の王子たちはカピラ仙によって滅ぼされたが、その魂は救済されないままであった。しかしその後の王たちは彼らを救う唯一の方法、ガンガーを地上に降ろす方法を見出せなかった。
そこでバギーラタはゴーカルナで厳しい修行を続けた。これをブラフマー神が認めたので、バギーラタはブラフマー神にガンガーの水によってサガラ王の王子たちが供養されることを願った。ブラフマー神はこれを聞き入れたが、ガンガーの落下の衝撃に大地が耐えられないので、シヴァ神に援助を求めるよう助言した。
バギーラタはブラフマー神の勧めに従って1年間シヴァに祈り続けた。するとシヴァ神はこれを喜び、ヒマラヤに座してガンガーの落下を自らの頭で受け止めた。ガンガーの水はシヴァのほつれた髪を伝って流れ落ち、地上で6つの流れに分かれた。そのうつち3つがバギーラタの戦車の先導に従って流れ、地下の6万の王子たちの灰の上を流れたとき、王子たちの魂は供養されて昇天したとされる。